# 广泛阵线 (哥斯达黎加)
广泛阵线（西班牙語：Frente Amplio）是哥斯达黎加的一个左翼政党。该党成立于2004年10月16日。该党的意识形态是民主社会主义、21世纪社会主义、进步主义。该党的主席是Patricia Mora Castellanos，总书记是William Rodolfo Ulloa Bonilla。该党的总部位于圣何塞。该党是进步国际、圣保罗论坛的成员。该党曾加入玻利瓦尔人民大会。该党是政党联盟“替代左翼运动”的主要成员。